# صموئيل تايلور دارلينغ
صموئيل تايلور دارلينغ (بالإنجليزية: Samuel Taylor Darling)‏ هو عالم أمراض وعالم نبات أمريكي، ولد في 6 أبريل 1872 في هاريسون في الولايات المتحدة، وتوفي في 21 مايو 1925 في بيروت في لبنان.